# Truyện tranh mạng Trung Quốc
Truyện tranh mạng là loại hình nghệ thuật đang phát triển ở Trung Quốc, nơi mà dòng manhua được xuất bản theo cách truyền thống đang trên đà suy giảm. Các bộ truyện tranh mạng được đăng tải trên mạng xã hội cũng như các cổng truyện tranh, nơi đảm nhiệm vai trò là một thanh thấp hơn truy cập vào entry thay vì phát hành ra các ấn bản được kiểm soát chặt chẽ trong nước. Mặc dù ở Trung Quốc hiện nay thu về được rất ít tiền thông qua các bản tranh truyện trên mạng nhưng loại hình này vẫn dần trở nên phổ biến với chủ nghĩa tích cực và nghệ thuật trào phúng.

## Lịch sử
Các website như Douban (ra đời năm 2005) và Sina Weibo (ra đời năm 2009) là những địa điểm phổ biến của dòng truyện tranh mạng.